# Hackmania
Hackmania là một chi nhện trong họ Dictynidae.